# Gasca
Gasca är en ort i Mexiko.   Den ligger i kommunen Celaya och delstaten Guanajuato, i den centrala delen av landet, 220 km nordväst om huvudstaden Mexico City. Gasca ligger 1 765 meter över havet och antalet invånare är 1 843.
Terrängen runt Gasca är platt söderut, men norrut är den kuperad. Terrängen runt Gasca sluttar söderut. Runt Gasca är det tätbefolkat, med 881 invånare per kvadratkilometer. Närmaste större samhälle är Celaya, 9,9 km söder om Gasca. Trakten runt Gasca består till största delen av jordbruksmark.